# Società Bergamasca Autovie
Società Anonima Bergamasca per la Costruzione ed Esercizio di Autovie era una società italiana che operava nel settore della gestione in concessione di tratti autostradali. È stata la seconda società autostradale italiana, dopo Società Anonima Autostrade.

## Storia
La società nasce il 4 maggio 1923, concessionaria del Ministero dei lavori pubblici relativamente alla progettazione, la costruzione e l'esercizio di un collegamento autostradale tra Bergamo e Milano, compresi eventuali raccordi, allacciamenti o prolungamenti. Il tronco Bergamo-Milano, completato nel 1927, non fu altro che il primo tratto della A4. Nel 1938 l'autostrada viene rilevata da Azienda Autonoma Statale della Strada. Nel 1954 la società viene posta in liquidazione.

## Fonti
- perfiloepersegni.it (archiviato dall'url originale il 30 marzo 2015).
- storiadimilano.it.